# Claudio Roditi

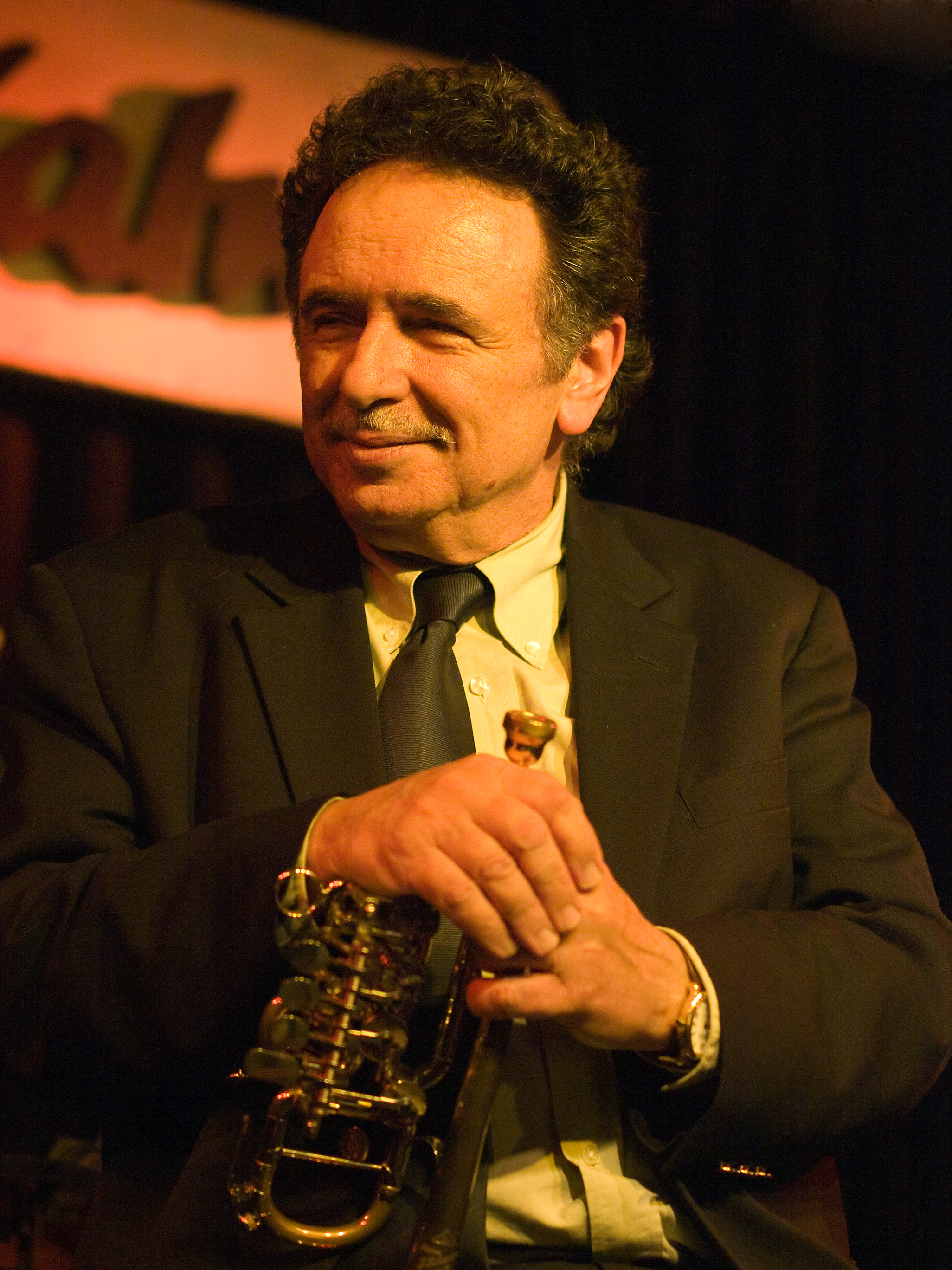
Claudio Roditi im Jazzclub Unterfahrt (München 2010)

Claudio Roditi (* 28. Mai 1946 in Rio de Janeiro; † 17. Januar 2020 in South Orange, New Jersey) war ein brasilianischer Jazztrompeter und -flügelhornist.

## Leben und Wirken
Roditi begann seine Musikausbildung, als er gerade sechs Jahre alt war. Sein Vater kaufte ihm seine erste Trompete, die er noch am gleichen Tag zerstörte, da er nicht umgehend darauf so spielen konnte, wie er wollte. Kurz darauf kaufte ihm der Vater ein neues Instrument. Auch fuhr er mit ihm durch Rio, um amerikanische Big Bands (wie die von Cab Calloway) zu erleben. Durch seinen Onkel, der seine riesige Jazz-Platten-Sammlung von Chicago nach Rio verlegte, als er dort seine Tante heiratete, konnte er sehr genau den Jazz studieren. 1966 war er beim Internationalen Jazzwettbewerb in Wien einer der Trompeten-Finalisten. 1970 zog er in die USA, wo er bis 1971 am Berklee College of Music studierte. Dann spielte er mit der Gruppe von Alan Dawson. 1976 wechselte er nach New York City, wo er von Charlie Rouse und von Herbie Mann engagiert wurde. In den 1980er Jahren spielte er mit Paquito D’Rivera, der wie er selbst an einer Synthese von Jazz und Latin interessiert war.
In Europa trat er regelmäßig in der Band von Klaus Ignatzek auf; er spielte aber auch mit Gary Bartz, mit Buddy Montgomery, mit Maucha Adnet, mit Lula Galvão und mit Michele Hendricks oder Chris Connor. Daneben überzeugte er in den Big Bands von Dizzy Gillespie und von Jimmy Heath. Zudem spielte er in der Unterbiberger Hofmusik und dem Orchester von Harald Rüschenbaum. 2009/2010 war er in Deutschland mit Tom Reinbrecht und seiner Band Sacred Sounds zu erleben, mit der die Platte Ten of a Kind entstand. Weiterhin musizierte er mit dem Trio da Paz und der Dizzy Gillespie All-Star Big Band unter der Leitung von John Lee.
1995 wurde sein Solo auf Symphonic Bossa Nova mit Ettore Stratta und dem Royal Philharmonic Orchestra für einen Grammy (beste Solodarbietung) nominiert. Sein Album Brazilliance x 4 brachte ihm 2009 eine weitere Grammy-Nominierung, diesmal in der Kategorie „Bestes Latin-Jazz-Album“, ein. 2018 erkrankte er an Prostata-Krebs, der nach einer Chemotherapie wiederkam.

## Diskografie
- Red on Red (Greene Street 1984)
- Claudio! (Uptown 1985)
- Gemini Man (Milestone 1988)
- Slow Fire (Milestone 1989)
- Two Of Swords (Candid 1990)
- Milestones (Candid 1990)[5]
- Jazz Turns Samba (Groovin' High 1993)
- Daywaves (Terra Musica (Brazil) 1993)
- Free Wheelin' (Reservoir 1994)
- Samba Manhattan Style (Reservoir 1995)
- BajazzoUnterbiberger Hofmusik (himpslRECORDS 1995)
- Claudio, Rio & Friends (Groovin’ High 1996)
- Double Standards (Reservoir 1997)
- Mind Games – Live (Summit 1998)
- Light in the Dark (Nagel-Heyer Records 2004)
- Three for One (Nagel-Heyer 2004)
- Reflections (Nagel-Heyer 2005)
- Smile (Nagel-Heyer 2006)
- Two of Swords (Nagel-Heyer 2007)
- Brazilliance X4 (Resonance Records 2009)
- Impressions (Sunnyside Records 2009)
- Simpatico (Resonance 2010)
- Bons Amigos (Resonance 2011)